# ジャック・ウォーカー
ジャック・ウォーカー（Jack Walker、1996年5月6日 - ）は、プレミアシップハーレクインズに所属するラグビーユニオン選手。

## プロフィール
- イングランド・スティートン出身[1]。
- ポジションはフッカー(HO)、フランカー(FL)。
- 身長 185cm、体重 109kg
- U20イングランド代表に選ばれたことがある[2]。
- イングランド代表キャップは4（2024年2月現在）でラグビーワールドカップ2023のイングランド代表に選ばれた[3]。

## 略歴
ヨークシャー・カーネギー、バース、ロンドン・スコティッシュFCを経て、2021年、ハーレクインズに加入。 